# 岡野友彦
岡野 友彦（おかの ともひこ、1961年(昭和36年）5月 - ）は、日本の歴史学者。皇學館大学文学部国史学科教授、皇学館大学文学部長。学位は、博士（歴史学）（國學院大學）。神奈川県出身。
専門は日本中世史。久我家を中心に、中世公家領荘園を研究テーマとする。また、そこから源氏長者の研究に及び、王権論や院政制度、権門体制論、皇室問題に関する論著もある。

## 略歴
- 1984年　國學院大學文学部史学科卒業
- 1988年　東京都文化振興会江戸東京博物館資料収集室主事（～1991年）
- 1989年　國學院大學大学院文学研究科日本史学専攻博士課程単位取得満期退学
- 1991年　東京都歴史文化財団主事（江戸東京博物館学芸員）
- 1995年　皇學館大學文学部専任講師
- 1999年　皇學館大學文学部助教授
- 2004年　学位論文「中世久我家と久我家領荘園」によって、國學院大學より博士（歴史学）の学位を取得
- 2005年　皇學館大学文学部教授

## 著書

### 単著
- 『家康はなぜ江戸を選んだか』 教育出版〈江戸東京ライブラリー〉、1999年9月
- 『中世久我家と久我家領荘園』 続群書類従完成会、2002年10月
- 『源氏と日本国王』 講談社〈講談社現代新書〉、2003年11月
- 『北畠親房　大日本は神国なり』 ミネルヴァ書房〈日本評伝選〉、2009年10月
- 『院政とは何だったか』 PHP研究所〈PHP新書〉、2013年3月
- 『戦国貴族の生き残り戦略』 吉川弘文館〈歴史文化ライブラリー〉、2015年6月
- 『源氏長者　武家政権の系譜』 吉川弘文館、2018年10月

### 共著
- 『南北朝史100話』（小川信監修）　立風書房、1991年10月
- 『柏市史　原始・古代・中世編』　柏市教育委員会、1997年3月
- 『その時歴史が動いた32』（NHK取材班編）　KTC中央出版、2005年4月

### 講演録
- 『北畠親房』（皇學館大學講演叢書） 皇學館大學出版部　1995年12月
- 『蒙古襲来と伊勢神宮』（伊勢神宮崇敬会講演録） 伊勢神宮崇敬会　2002年10月

## テレビ出演
- その時歴史が動いた（NHK）　「「関白」対「源氏長者」～家康・秀吉 「姓」をめぐる知られざる攻防～」（2004年7月7日放送・第185回）